# Hana Whitton
Hana Whitton (narozena Parkánová, poté provdaná Krubnerová, někdy též psána jako Whittonová) (* 1950 Praha) je překladatelka z angličtiny a spisovatelka.

## Život
Vystudovala obor čeština – angličtina na filozofické fakultě Univerzity Karlovy. Po studiích, které zakončila doktorátem, pracovala v nakladatelství a jako překladatelka. Po roce 1989 se podílela na založení jednoho z prvních soukromých nakladatelství; naposledy působila jako šéfredaktorka Knižního klubu.
V roce 2001 se provdala za Angličana Paula Whittona a od té doby žije střídavě na venkově poblíž Oxfordu a v Praze. Věnuje se překladatelské a spisovatelské činnosti, kromě toho založila literární agenturu a spolupracuje s řadou převážně akademických a univerzitních nakladatelství ze Spojených států a Velké Británie.

## Dílo
Z angličtiny přeložila více než šedesát knih, např. tituly od Roalda Dahla, Jeffrey Archera, Johna Connollyho, Rosamnude Pilcherové, Tess Gerritsenové, Johna Meade Falknera a Anchee Minové.
Po získání nového domova v Anglii přispívala do Českého rozhlasu fejetony o životě ve Velké Británii; ohlas „anglických“ pásem ji přivedl k psaní humorných knížek zachycujících vlastní zážitky ze života v anglické vísce (Jak si na anglické zahrádce vypěstovat českého trpaslíka, Jak se po anglicku vytratit v Anglii, Jak se dostat z Anglie do Zywce a zase zpátky aj.); dále se ve vlastní tvorbě zaměřuje na historické romány, převážně věnované významným ženám z české historie. Píše také detektivní romány. Dohromady s manželem napsali knihu Toulky literární Anglií.
V Zimní královně zpracovala osud anglické princezny Alžběty, manželky Bedřicha Falckého. Ve svém druhém románu Anna Česká autorka popsala příběh české princezny Anny, dcery Karla IV., která se provdala za anglického Richarda II. Titul Královnin nápadník – ve službách panenské královny čerpá z tématu nikdy neobjasněné smrti Amy Robsartové, ze které je obviňována například její sokyně v lásce královna Alžběta I. Na stránkách Krásné Anny se věnovala Anně Svídnické, Karlově manželce.